# Бофремон, Альфонс де
Герцог Альфонс-Шарль-Жан де Бофремон (фр. Alphonse-Charles-Jean de Bauffremont; 5 февраля 1792, Мадрид — 10 марта 1860, Париж) — французский военный и государственный деятель, сенатор при Второй империи.

## Биография
Сын герцога Александра де Бофремона и Мари-Антуанетты-Розали-Полины де Келан де Ла-Вогийон.
Родился в эмиграции. Возведен Наполеоном в достоинство графа Империи. Полковник кавалерии, был адъютантом маршала Мюрата, участвовал в кампаниях 1812—1813 годов и отличился в Бородинском сражении и битве под Дрезденом. При Первой Реставрации 17 июля 1814 был пожалован в рыцари военного ордена Святого Людовика.
В период Ста дней был послан Мюратом с секретными депешами к Наполеону, но императора в Париже уже не застал, а на обратном пути был арестован австрийцами в Турине и выдан французам. Некоторое время служил в русской армии, затем вернулся к отцу в Се-сюр-Сон во Франш-Конте.
После провозглашения Второй империи декретом от 26 января 1852 был призван в сенат. Избран в состав верхней палаты 31 декабря 1852.
Патинированный терракотой гипсовый бюст герцога де Бофремона, работы Анри-Фредерика Изелена (1856) ныне находится в музее Жоржа Гарре в Везуле.

## Семья
- Жена (16.06.1822, Ливорно): Катерина Изабелла Патерно-Монкада (29.09.1795—2.06.1878), дочь Джованни Луиджи Монкада, 9-го князя ди Патерно, 4-го герцога де Сан-Джованни, и Джованны дель Бальцо

Дети:
- Герцог Роже-Александр-Жан де Бофремон (29.06.1823—23.04.1891). Жена (20.10.1849, развод 1884): Лор Леру (1832—?)
- Герцог Поль-Антуан-Жан-Шарль де Бофремон (11.12.1827—3.11.1893). Жена (18.04.1861, развод 1874) Валентина де Рике, графиня де Караман-Шиме (1839—1914), дочь Жозефа-Филиппа де Рике, графа де Караман, князя де Шиме, и Эмили-Луизы-Мари-Франсуазы-Жозефины Пеллапра